# Krašovice
Krašovice település Csehországban, a Észak-plzeňi járásban. Krašovice Horní Bělá, Kaznějov, Mrtník, Bučí, Trnová és Tatiná településekkel határos. Lakosainak száma 361 fő (2024. január 1.).

## Népesség
A település lakosságának változását az alábbi diagram mutatja:
| Lakosok száma | 352  | 430  | 460  | 435  | 421  | 380  | 372  | 368  | 360  | 361  |
|               | 1869 | 1900 | 1921 | 1961 | 1980 | 2011 | 2016 | 2019 | 2021 | 2024 |